# Юффи Кисараги
Юффи Кисараги (яп. ユフィ・キサラギ, англ. Yuffie Kisaragi)  — героиня франшизы Final Fantasy от компании Square (в настоящее время Square Enix). Созданная игровым дизайнером Тэцуей Номурой, молодая принцесса-куноити государства Вутай и воровка дебютировала в компьютерной ролевой игре Final Fantasy VII (1997) в качестве необязательного для прохождения сюжета персонажа. 
Юффи появилась в различных проектах подсерии «Компиляция Final Fantasy VII», где раскрывались её прошлое и дальнейшая судьба после событий оригинальной игры. За пределами Final Fantasy Кисараги фигурировала в других проектах Square Enix, в частности в игровой серии-кроссовере Kingdom Hearts, где её, как и в «Компиляции», озвучила Юми Какадзу. Кристи Карлсон Романо озвучила Юффи в английской локализации игры Kingdom Hearts (2002) и анимационного фильма «Последняя фантазия VII: Дети пришествия» (2005), после чего её заменила Мэй Уитман в играх Kingdom Hearts II (2005), Dirge of Cerberus: Final Fantasy VII (2006) и Kingdom Hearts III Re Mind (2019). В Final Fantasy VII Remake Intergrade (2020) и Final Fantasy VII Rebirth (2024) новым голосом Кисараги стала Сьюзи Енг. Героиня приобрела большую популярность в Японии, однако в западных СМИ реакция была более сдержанной.

## Создание
На ранних этапах разработки Final Fantasy VII Юффи задумывалась как 25-летняя охотница за головами, которая ранее состояла на службе у «Электроэнергетической компании „Син-Ра“» в элитном подразделении «СОЛДАТ». По сюжету, она выслеживала не только главного героя игры Клауда Страйфа, но и антагониста Сефирота. Изначально героиня принадлежала к классу «ниндзя (убийца)» и была дочерью погибшей за несколько лет до событий игры Касуми Кисараги. Отличался и побочный квест с Вутаем из оригинальной игры. В игровом мире можно было находить плакаты, в которых раскрывались её характеристики и возраст. Уровень Кисараги в момент присоединения к игровой партии зависел от последнего найденного плаката. Героиня сталкивалась с командой Клауда в случайной местности или же нападала на протагониста, когда тот отдыхал в гостинице. Квест с Вутаем можно было пройти только в том случае, если Юффи вступала в партию.
Кисараги понравилась ивент-менеджеру Final Fantasy VII Дзюну Акияме, поэтому в игру было добавлено большое количество кат-сцен с её участием. В отличие от других героинь оригинальной игры, Юффи использует в своей речи местоимения «атаси», с помощью которых создатели хотели подчеркнуть её юный возраст. Мэй Уитман, которая озвучила Кисараги в играх Kingdom Hearts II и Dirge of Cerberus, не подозревала о популярности этой героини. В интервью 2012 года она назвала Юффи «игривой, смышлёной и славной, но при этом суперкрутой». В Kingdom Hearts костюм Кисараги состоит из нескольких элементов одежды Рикку из Final Fantasy X (2001), которая изначально должна была быть в игре. В интервью 2021 года разработчики Наоки Хамагути и Мотому Торияма рассказали, что Юффи носила капюшон в форме головы Мугла во время миссий в Final Fantasy VII Remake Intergrade, так как им нравилась эта вещь, которая ранее появлялась в игре Dirge of Cerberus: Final Fantasy VII. По словам Ториямы, он решил посвятить Юффи сюжетный DLC под названием Episode Intermission, так как героиня не была обязательным для прохождения персонажем в оригинальной игре, из-за чего у него и других разработчиков была большая творческая свобода при создании её предыстории. Создатели Remake переработали оригинальный дизайн Кисараги, сделав его более реалистичным, но сохранили тематические элементы ниндзя и японский стиль в целом.

## Появления

### Final Fantasy VII
Юффи — одна из двух секретных персонажей компьютерной ролевой игры Final Fantasy VII. Она является 16-летней принцессой-куноити и воровкой, которая использует в бою огромный сюрикэн, по своей функциональности схожий с бумерангом. Будучи дочерью лидера народа Вутай Годо Кисараги, Юффи выросла патриотом. С годами она пришла к выводу, что её родина утратила былую славу и превратилась в курортный городок. Потерпев поражение в войне против «Син-Ра», Годо перестроил милитаристское государство Вутай в туристический регион. Разочаровавшись в отце, Кисараги сбежала из дома и начала обваровывать встречных путешественников, в надежде стать достаточно сильной и собрать большое количество материи, чтобы изменить порядок вещей в родных краях. Хитрая, высокомерная и харизматичная пацанка одержима кражей и собирательством материи. Кроме того, она вспыльчива и страдает морской болезнью. В бою Юффи может воспользоваться специальной материей «бросить», которая позволяет ей метнуть во врагов практически любой предмет из инвентаря игрока во время сражений, а на более высоком уровне у неё открывается способность «монета», обеспечивающая ей возможность бросать игровую валюту гили.
При первом появлении Юффи устраивает засаду главному герою FFVII Клауду Страйфу и его союзникам в джунглях Гонгаги, либо в лесах к югу от Джунона, где игра идентифицирует её как «таинственного ниндзя». Если игрок побеждает её в бою, а затем выбирает несколько правильных ответов во время диалога, она называет своё настоящее имя и присоединяется к партии. Во время пребывания в городе Вутай Кисараги крадёт материю партии и скрывается, однако её находит и похищает криминальный лорд Мидгара развратный Дон Корнео. Когда партия спасает Юффи, она возвращает украденную Материю и продолжает свой путь с героями. В другом побочном квесте она проявляет себя во время сражения с боссами в пятиэтажной вутайской пагоде. Последним из противников становится её отец Годо. Этой бой и последовавший за ним разговор помогают отцу и дочери понять точки зрения друг друга и проникнуться взаимным уважением. По просьбе Годо Клауд официально принимает Юффи в свою команду.
Если Юффи состоит в команде на момент окончания первого диска игры, во время смерти Айрис Гейнсборо от руки Сефирота, игрок может стать свидетелем проявления нехарактерных для героини эмоций, когда та бросается в объятия Клауда, не в силах сдержать слёзы. Преданность Юффи команде ставится под сомнение, после того как Клауд временно распускает партию перед финальным противостоянием с Сефиротом. Кисараги возвращается последней, в тот момент, когда Баррет Уоллес сопоставляет её уход из команды с бегством из Вутая. По возвращении Юффи упрекает Барретта за его выводы.

### КомпиляцияFinal Fantasy VII
По сюжету компьютерного анимационного фильма «Последняя фантазия VII: Дети пришествия» Юффи воссоединяется со своими друзьями в сражении против призванного существа Багамута СИН. В новелле из серии «На пути к улыбке» под названием «Дело Юффи», действие которого происходит между Final Fantasy VII и «Детьми пришествия», Кисараги отправляется на поиски лекарства от смертельной болезни геостигмы, которой заразились жители Вутая.
В мобильной игре Before Crisis (2004), события которой разворачиваются за шесть лет до начала Final Fantasy VII, Юффи неосознанно помогает тайным оперативникам «Син-Ра» Туркам в противостоянии с экотеррористической организацией «ЛАВИНА». В шутере от третьего лица Dirge of Cerberus, сюжет которого начинается год спустя после окончания «Детей пришествия», Кисараги покидает свой дом и присоединяется к «Организации по восстановлению мира», для которой она осуществляет шпионаж и сбор разведывательных данных. Юффи проникает в Мако-реактор 0, расположенный глубоко в руинах Мидгара, и отключает его, когда бывший Турк Винсент Валентайн побеждает остатки преступной группировки Дипграунд.
Девятилетняя Юффи ненадолго появляется в приквеле Crisis Core (2007), где сражается против оперативников «Син-Ра», когда те вторгаются в Вутай. После встречи с Заком Фэйром она заручается его помощью в поисках сокровищ в нескольких побочных миссиях.
Юффи является главной героиней сюжетного DLC к Final Fantasy VII Remake Intergrade под названием Intermission, события которого разворачиваются параллельно сюжету основной игры. Она и её напарник Сонон Кусакабэ проникают в Мидгар, чтобы выкрасть «Абсолютную материю» у «Син-Ра». В конце концов Сонон жертвует собой, чтобы спасти Кисараги, после чего девушка принимает решение найти союзников, чтобы отомстить «Син-Ра». Во второй части трилогии ремейка Final Fantasy VII Rebirth (2024) Кисараги присоединяется к партии.

### Другие появления
За пределами франшизы Final Fantasy Юффи неоднократно фигурировала в игровой серии Kingdom Hearts, начиная с 2002 года. В первой части юная Кисараги была одной из жительниц Перекрёстного города. Она помогает игроку победить Бессердечных, которые уничтожили её мир. В Kingdom Hearts: Chain of Memories (2004) она предстаёт в виде проекции из воспоминаний Соры о Перекрёстном городе. В Kingdom Hearts II (2005) Юффи состоит в «Комитете по восстановлению Пустого Бастиона». Здесь она носит одежду из фильма «Дети пришествия». В обеих частях Kingdom Hearts с Кисараги можно сразиться в Олимпийском Колизее, а в Kingdom Hearts coded (2008) игрок может увидеть её виртуальную симуляцию. Ко всему прочему, Юффи — одна из персонажей манги, адаптирующей события Kingdom Hearts, Kingdom Hearts II и Chain of Memories и изданной Gangan Comics и Tokyopop. Также Юффи появилась в DLC Re:Mind для Kingdom Hearts III (2019).
В файтинге Ehrgeiz (1998) для PlayStation Юффи, наряду с другими героями Final Fantasy VII, является одной из открываемых игровых персонажей. Также стилизованную под чиби Кисараги можно разблокировать в настольной компьютерной игре Itadaki Street (2006) для PlayStation Portable и мобильной игре Pictlogica Final Fantasy (2013). Она была добавлена в музыкальную игру Theatrhythm Final Fantasy: Curtain Call (2014) в рамках DLC. В 2016 году Юффи стала частью аркадной игры TFF: All-Star Carnival. Впоследствии героиня фигурировала в бесплатных ролевых играх Final Fantasy Record Keeper и Dissidia Final Fantasy Opera Omnia (2017).
В некоторых играх Юффи фигурирует как неигровой персонаж. В файтинге Dissidia Final Fantasy (2008) она предстаёт внутриигровым наставником, который объясняет пользователю правила сражений. В мобильной ролевой игре Final Fantasy Airborne Brigade (2012) у игрока есть возможность выбрать Юффи в качестве персонажа поддержки в костюмах из Final Fantasy VII, «Детей пришествия» и Kingdom Hearts. Также является одним из призовых героев в мобильной гоночной игре Final Fantasy VII G-Bike. Ко всему прочему, героиня фигурирует в карточных играх Final Fantasy Trading Card Game (2011) и Final Fantasy Artniks (2012). Дух Юффи появился в файтинге-кроссовере Super Smash Bros. Ultimate (2018).
Square Enix выпустила две большие фигурки Юффи: в рамках серии Final Fantasy VII Play Arts Vol. 2 (2008) в костюме из оригинальной игры и серии Final Fantasy VII Movie Advent Children Series 2 (2009) в костюме из «Детей пришествия». Также существуют следующие товары с Юффи: чиби-фигурка из игры Itadaki Street Portable в серии Final Fantasy Trading Arts Mini Vol. 4 (2009), плюшевая кукла (1997), фигурка на брелоке от компании Banpresto, garage kit (2001) от Kotobukiya и настенный плакат в серии Final Fantasy Poster Vol. 5. Нобуо Уэмацу и Юдзи Хасэгава включили вокальную версию её музыкальной темы из Final Fantasy VII «Descendant of Shinobi» в альбом Final Fantasy Song Book: Mahoroba, изменив название на «Walking in the Road, After the Rain».

## Восприятие

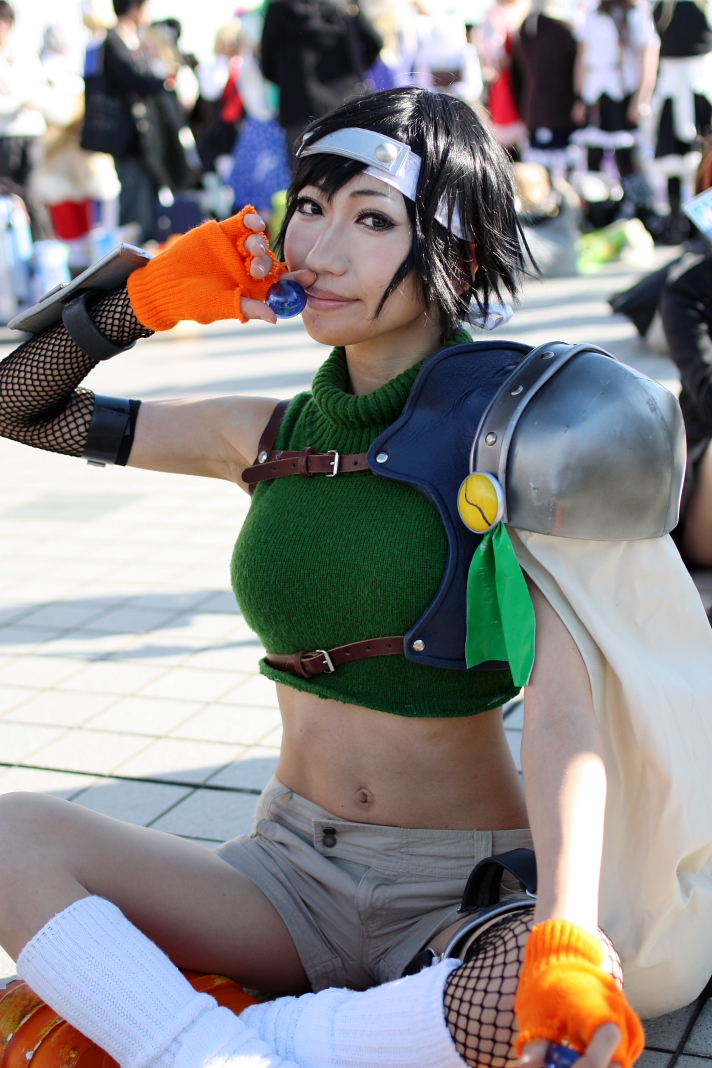
Косплеерша Юффи на выставке Comic Market 77

Юффи Кисараги приобрела огромную популярность в Японии, где заняла 42-е место в категории «лучший персонаж PlayStation» на мероприятии Dengeki PlayStation в 2007 году. В 2010 году, по результатам опроса читателей Famitsu она заняла 48-е место среди «лучших персонажей видеоигр всех времён». В опросе Square Enix 2013 года о «самых популярных героинь серии Final Fantasy» Кисараги была удостоена 14-го места, которое она разделила с Беатрикс из Final Fantasy IX (2000). Руководитель разработки Final Fantasy VII Ёсинори Китасэ поинтересовался у EGM, «почему американские игроки так любят Юффи», однако представители издания не смогли внятно ответить. По мнению Edge, благодаря Юффи, которая является «брендом сама по себе», возник новый аниме-стереотип ветреной девочки-ниндзя. WomanGamers.com поставила персонажу общую оценку 7 баллов из 10 и резюмировала: «хотя эта 16-летняя девочка-ниндзя и была глотком свежего воздуха… было бы неплохо, если бы она взрослела и развивалась по мере развития сюжета».
В 2012 году Бекки Каннингем из Cheat Code Central отдала ей четвёртое место среди «лучших ниндзя в компьютерных играх» и высказала мнение, что, хотя Кисараги ведёт себя дерзко, нагло и грубовато, она способна на сочувствие, ставит большие цели и действует на удивление героически для «подлой эгоцентричной воровки, которая в конечном счёте поступает правильно». В опросе испанского журнала HobbyConsolas 2014 года Юффи была признана одной из «восьми лучших персонажей-ниндзя в видеоиграх». Марсио Пачеко Александро из Universo Online поместил Кисараги на пятое место в списке «лучших героинь-ниндзя» 2014 года, отметив сходство с Макимати Мисао из Rurouni Kenshin. В 2012 году Джеф Рунер из Houston Press назвал реакцию Юффи на смерть Айрис одной из пяти самых «душераздирающих» сцен, которые можно пропустить во франшизе Final Fantasy. По мнению рецензента, по эмоциональному воздействию она не уступает ни одной из сцен из ключевых сцен игры.
В 2011 году UGO.com включил в список «25 самых сексуальных девушек-ниндзя» Кисараги из анимационного фильма «Дети пришествия» и оценил переход героини в трёхмерное пространство. В своём ревью на «Детей пришествия» Джеймс Мильке из 1UP.com упомянул, что Юффи «осталась такой же милой малолеткой как и раньше». Гесон Хэтчетт из Hardcore Gamer похвалил «Детей пришествия» за «приятное для глаза лицезрение совершеннолетней Юффи». В 2015 году индонезийская новостная передача Liputan 6 поместила её на седьмое место в «списке самых сексуальных персонажей восточного происхождения в играх». В 2008 году Дэвид Смит из IGN дал Юффи седьмое место в списке «10 лучших персонажей Final Fantasy VII», охарактеризовав её как одну «из дурацких напарников в зале славы RPG». Отметив, что периодически Кисараги вызывает «боль в шее», Смит, тем не менее, назвал её удачным персонажем-сайдкиком и родоначальником «формулы Юффи», по которой Square впоследствии создала Рикку для Final Fantasy X.
Несмотря на преимущественно положительные отклики, некоторые критики негативно отозвались о Юффи. Редакция IGN посчитала, что персонаж производит впечатление своей полезностью, но сильно раздражает. Рецензент GameFan сравнил себя с Кисараги, заявив, что они оба «раздражают», но в то же время «невинны и наивны». В 2010 году Скотт Шарки из 1UP.com включил её в категорию «весёлых дурачков» во время обсуждения «пяти лучших типажей персонажей в серии Final Fantasy». В том же году Микель Репараз из GamesRadar выделил появление Юффи среди других персонажей Final Fantasy VII в Ehrgeiz как одно из «55 лучших камео персонажей в истории видеоигр», но посчитал, что героиня чрезмерно раздражает. В 2013 году Кайл Лоу из Complex поместил её на пятое место среди «самых раздражающих персонажей классических компьютерных игр». Джо Джуба из Game Informer причислил её к «особо раздражающим компаньонам из Final Fantasy, таким как Ваан». Лиза Фойлес из The Escapist упомянула «безумного, гиперактивного подростка» в списке «пяти самых раздражающих принцесс в видеоиграх» 2014 года и сочла, что Кисараги «откровенно раздражает». Принимая во внимание ненужность героини в оригинальной игре и трудность её добавления в команду, журнал Paste назвал Юффи из ремейка более интересным персонажем, чем её классическая версия.